# Temnothorax tarbinskii
Temnothorax tarbinskii (лат.) — вид мелких муравьёв рода Temnothorax (подсемейство мирмицины). Редкий социальнопаразитический муравей.

## Распространение
Средняя Азия: Кыргызстан.

## Описание
Мелкие мирмициновые муравьи коричневого цвета (длина тела около 3 мм). Глаза крупные, расположены в среднебоковой части головы. Стебелёк между грудкой и брюшком состоит из двух члеников: петиолюса и постпетиолюса (последний чётко отделён от брюшка), жало развито, куколки голые (без кокона). Заднегрудка с 2 проподеальными шипиками. Брюшко гладкое и блестящее. По общему габитусу сходны с муравьями рода Leptothorax и Temnothorax, социальными паразитами которых они и являются.

## Охранный статус
Вид признан МСОП находящимся в уязвимом положении и включён в международный Список муравьёв, занесённых в Красный список угрожаемых видов МСОП в статусе «Уязвимый вид» (Vulnerable, VU).

## Систематика
Вид был впервые описан в 1976 году под первоначальным названием Leptothorax longipilosus Tarbinsky, 1976 (которое оказалось преоккупировано старым именем Leptothorax longipilosus Santschi, 1912) и затем назван Leonomyrma tarbinskii Arnol'di, 1976 русским мирмекологом Константином Владимировичем Арнольди в честь энтомолога Ю. С. Тарбинского (Кыргызстан), первооткрывателя вида. В 1989 году (Radchenko, 1989) включён в состав рода Chalepoxenus.
В 2014 году в ходе ревизии подсемейства мирмицины было предложено синонимизировать род Chalepoxenus с родом Temnothorax, в связи с чем вид Chalepoxenus tarbinskii был переименован в Temnothorax tarbinskii.